# Nymphidium hermieri
Espèce
Nymphidium hermieri est une espèce d'insectes lépidoptères (papillons) appartenant à la famille des Riodinidae, à la sous-famille des Riodininae et au genre Nymphidium.

## Taxonomie
Nymphidium hermieri a été décrit par Jean-Yves Gallard en 2008.

## Écologie et distribution
Nymphidium hermieri n'a  jusqu'ici été répertorié qu'en Guyane. Il est possible que l'espèce soit présente dans les pays voisins.

### Protection
Pas de statut de protection particulier.